# Rekordy olimpijskie w pływaniu
Rekordy olimpijskie w pływaniu to najszybsze czasy uzyskane podczas igrzysk olimpijskich.
Pływanie jest dyscypliną olimpijską od pierwszych igrzysk nowożytnych, które odbyły się w 1896 roku. Wtedy pływacy rywalizowali tylko w stylu dowolnym. Cztery lata później zawodnicy rywalizowali także w stylu grzbietowym. W 1904 roku do programu konkurencji olimpijskich włączono styl klasyczny. Kobiety po raz pierwszy uczestniczyły w konkurencjach pływackich na igrzyskach olimpijskich w Sztokholmie w 1912 r. W latach 40. XX wieku styl motylkowy wyodrębnił się ze stylu klasycznego, ale na igrzyskach pojawił się ostatecznie w 1956 roku.

## Mężczyźni
Lista rekordów obejmuje tylko konkurencje olimpijskie obecnie zatwierdzone przez MKOl. 
 Stan po Letnich Igrzyskach Olimpijskich 2024
| Konkurencja               | Czas     | Zawodnik                                                                                         | Państwo                     | Igrzyska olimpijskie | Data             | Uwagi | Źródło |
| ------------------------- | -------- | ------------------------------------------------------------------------------------------------ | --------------------------- | -------------------- | ---------------- | ----- | ------ |
| 50 m stylem dowolnym      | 21,07    | Caeleb Dressel                                                                                   | Stany Zjednoczone           | Tokio 2020           | 1 sierpnia 2021  |       | [ 3 ]  |
| 100 m stylem dowolnym     | 46,40    | Pan Zhanle                                                                                       | Chiny                       | Paryż 2024           | 31 lipca 2024    | WR    | [ 4 ]  |
| 200 m stylem dowolnym     | 1:42,96  | Michael Phelps                                                                                   | Stany Zjednoczone           | Pekin 2008           | 12 sierpnia 2008 | AM    |        |
| 400 m stylem dowolnym     | 3:40,14  | Sun Yang                                                                                         | Chiny                       | Londyn 2012          | 28 lipca 2012    | AS    |        |
| 800 m stylem dowolnym     | 7:38,19  | Daniel Wiffen                                                                                    | Irlandia                    | Paryż 2024           | 30 lipca 2024    | ER    | [ 5 ]  |
| 1500 m stylem dowolnym    | 14:30,67 | Robert Finke                                                                                     | Stany Zjednoczone           | Paryż 2024           | 4 sierpnia 2024  | WR    | [ 6 ]  |
| 100 m stylem grzbietowym  | 51,85    | Ryan Murphy                                                                                      | Stany Zjednoczone           | Rio de Janeiro 2016  | 13 sierpnia 2016 | sz    | [ 7 ]  |
| 200 m stylem grzbietowym  | 1:53,27  | Jewgienij Ryłow                                                                                  | Rosyjski Komitet Olimpijski | Tokio 2020           | 30 lipca 2021    |       | [ 8 ]  |
| 100 m stylem klasycznym   | 57,13    | Adam Peaty                                                                                       | Wielka Brytania             | Rio de Janeiro 2016  | 7 sierpnia 2016  |       |        |
| 200 m stylem klasycznym   | 2:05,85  | Léon Marchand                                                                                    | Francja                     | Paryż 2024           | 31 lipca 2024    | ER    | [ 9 ]  |
| 100 m stylem motylkowym   | 49,45    | Caeleb Dressel                                                                                   | Stany Zjednoczone           | Tokio 2020           | 31 lipca 2021    | WR    | [ 10 ] |
| 200 m stylem motylkowym   | 1:51,21  | Léon Marchand                                                                                    | Francja                     | Paryż 2024           | 31 lipca 2024    |       | [ 11 ] |
| 200 m stylem zmiennym     | 1:54,06  | Léon Marchand                                                                                    | Francja                     | Paryż 2024           | 2 sierpnia 2024  | ER    | [ 12 ] |
| 400 m stylem zmiennym     | 4:02,95  | Léon Marchand                                                                                    | Francja                     | Paryż 2024           | 28 lipca 2024    |       | [ 13 ] |
| 4 × 100 m stylem dowolnym | 3:08,24  | Michael Phelps (47,51) Garrett Weber-Gale (47,02) Cullen Jones (47,65) Jason Lezak (46,06)       | Stany Zjednoczone           | Pekin 2008           | 11 sierpnia 2008 | WR    | [ 14 ] |
| 4 × 200 m stylem dowolnym | 6:58,56  | Michael Phelps (1:43,31) Ryan Lochte (1:44,28) Ricky Berens (1:46,29) Peter Vanderkaay (1:44,68) | Stany Zjednoczone           | Pekin 2008           | 13 sierpnia 2008 |       | [ 15 ] |
| 4 × 100 m stylem zmiennym | 3:26,78  | Ryan Murphy (52,31) Michael Andrew (58,49) Caeleb Dressel (49,03) Zach Apple (46,95)             | Stany Zjednoczone           | Tokio 2020           | 1 sierpnia 2021  | WR    | [ 16 ] |

Legenda:  – rekord świata, e – rekord ustanowiony w eliminacjach, pf – rekord ustanowiony w półfinałach, sz – rekord ustanowiony na pierwszej zmianie sztafety

## Kobiety
Lista rekordów obejmuje tylko konkurencje olimpijskie obecnie zatwierdzone przez MKOl. 
 Stan po Letnich Igrzyskach Olimpijskich 2024
| Konkurencja               | Czas     | Zawodniczka                                                                                                | Państwo           | Igrzyska olimpijskie | Data             | Uwagi | Źródło |
| ------------------------- | -------- | --- | ----------------- | -------------------- | ---------------- | ----- | ------ |
| 50 m stylem dowolnym      | 23,66    | Sarah Sjöström                                                                                             | Szwecja           | Paryż 2024           | 3 sierpnia 2024  | pf    | [ 17 ] |
| 100 m stylem dowolnym     | 51,96    | Emma McKeon                                                                                                | Australia         | Tokio 2020           | 30 lipca 2021    | OC    | [ 18 ] |
| 200 m stylem dowolnym     | 1:53,27  | Mollie O’Callaghan                                                                                         | Australia         | Paryż 2024           | 29 lipca 2024    |       | [ 19 ] |
| 400 m stylem dowolnym     | 3:56,46  | Katie Ledecky                                                                                              | Stany Zjednoczone | Rio de Janeiro 2016  | 7 sierpnia 2016  |       |        |
| 800 m stylem dowolnym     | 8:04,79  | Katie Ledecky                                                                                              | Stany Zjednoczone | Rio de Janeiro 2016  | 12 sierpnia 2016 | WR    |        |
| 1500 m stylem dowolnym    | 15:30,02 | Katie Ledecky                                                                                              | Stany Zjednoczone | Paryż 2024           | 31 lipca 2024    |       | [ 20 ] |
| 100 m stylem grzbietowym  | 57,28    | Regan Smith                                                                                                | Stany Zjednoczone | Paryż 2024           | 4 sierpnia 2024  | sz    | [ 21 ] |
| 200 m stylem grzbietowym  | 2:03,73  | Kaylee McKeown                                                                                             | Australia         | Paryż 2024           | 2 sierpnia 2024  |       | [ 22 ] |
| 100 m stylem klasycznym   | 1:04,82  | Tatjana Schoenmaker                                                                                        | Południowa Afryka | Tokio 2020           | 25 lipca 2021    | e,    | [ 23 ] |
| 200 m stylem klasycznym   | 2:18,95  | Tatjana Schoenmaker                                                                                        | Południowa Afryka | Tokio 2020           | 30 lipca 2021    | AF    | [ 24 ] |
| 100 m stylem motylkowym   | 55,38    | Gretchen Walsh                                                                                             | Stany Zjednoczone | Paryż 2024           | 27 lipca 2024    | pf    | [ 25 ] |
| 200 m stylem motylkowym   | 2:03,03  | Summer McIntosh                                                                                            | Kanada            | Paryż 2024           | 1 sierpnia 2024  | AM    | [ 26 ] |
| 200 m stylem zmiennym     | 2:06,56  | Summer McIntosh                                                                                            | Kanada            | Paryż 2024           | 3 sierpnia 2024  |       | [ 27 ] |
| 400 m stylem zmiennym     | 4:26,36  | Katinka Hosszú                                                                                             | Węgry             | Rio de Janeiro 2016  | 6 sierpnia 2016  | ER    |        |
| 4 × 100 m stylem dowolnym | 3:28,92  | Mollie O’Callaghan (52,24) Shayna Jack (52,35) Emma McKeon (52,39) Meg Harris (51,94)                      | Australia         | Paryż 2024           | 27 lipca 2024    |       | [ 28 ] |
| 4 × 200 m stylem dowolnym | 7:38,08  | Mollie O’Callaghan (1:53,52) Lani Pallister (1:55,61) Brianna Throssell (1:56,00) Ariarne Titmus (1:52,95) | Australia         | Paryż 2024           | 1 sierpnia 2024  |       | [ 29 ] |
| 4 × 100 m stylem zmiennym | 3:49,63  | Regan Smith (57,28) Lilly King (1:04,90) Gretchen Walsh (55,03) Torri Huske (52,42)                        | Stany Zjednoczone | Paryż 2024           | 4 sierpnia 2024  | WR    | [ 21 ] |

Legenda:  – rekord świata, e – rekord ustanowiony w eliminacjach, pf – rekord ustanowiony w półfinałach, sz – rekord ustanowiony na pierwszej zmianie sztafety

## Sztafeta mieszana
Stan po Letnich Igrzyskach Olimpijskich 2024
| Konkurencja               | Czas    | Zawodnicy                                                                       | Państwo           | Igrzyska olimpijskie | Data            | Uwagi | Źródło |
| ------------------------- | ------- | ------------------------------------------------------------------------------- | ----------------- | -------------------- | --------------- | ----- | ------ |
| 4 × 100 m stylem zmiennym | 3:37,43 | Ryan Murphy (52,08) Nic Fink (58,29) Gretchen Walsh (55,18) Torri Huske (51,88) | Stany Zjednoczone | Paryż 2024           | 3 sierpnia 2024 | WR    | [ 30 ] |

Legenda:  – rekord świata, e – rekord ustanowiony w eliminacjach